# 瑪莎·雷
瑪莎·雷（英語：Martha Ray，1746年—1779年4月7日）是一名喬治時代的英國女歌手。她的父親是一名馬甲製作師，母親是一個貴族家庭的僕人。她容貌姣好、聰慧過人，還是一位才華橫溢的歌手，因此受到父親的許多贊助人的關注。她最為人所知的是與三明治伯爵約翰·孟塔古的婚外情。她從17歲起就作為情婦與他生活在一起，當時他的妻子患有精神疾病。她生了九個孩子，其中五個活了下來，包括律師和慈善家巴茲爾·孟塔古。在此期間，她成功地開展了自己的歌唱事業，並因此而聞名，同時她也在三明治伯爵的資助下完成學業。

## 生平
三明治伯爵為雷在西敏的一處住所安頓了下來，並給了她一筆豐厚的津貼，讓她在不願意留在他家的時候有地方住。在公開場合，雖然三明治伯爵已婚，但兩人卻以夫妻相稱。在此期間，雷在三明治伯爵的介紹下認識一名士兵詹姆斯·哈克曼。哈克曼成為雷的常客，據說他曾多次向雷求婚，但每次都被她拒絕了。此外，此時的三明治伯爵已債台高築。據說，雖然三明治伯爵在經濟上對雷很慷慨，但並沒有給她任何長期的經濟保障，這可能是導致雷容忍哈克曼求愛的原因。
1779年，哈克曼離開英軍加入教會。據說在1778年左右，雷和哈克曼曾有過一段戀情，但這段戀情持續時間很短，大多數報導稱這是因為她認為哈克曼沒有經濟能力和社會地位來支持她。然而，哈克曼完全迷戀上了雷，變得越來越嫉妒，並繼續追求她。

## 謀殺
1779年4月7日，在好友兼歌唱家卡特琳娜·加利的陪伴下，雷離開家去觀看艾薩克·畢克斯塔夫的喜劇歌劇《鄉村之戀》的演出。當晚早些時候，哈克曼曾找過她，但當她拒絕告訴他自己要去哪裡時，哈克曼跟蹤她到了柯芬園的皇家歌劇院，並在那裡將她殺害。哈克曼認為她已經有了另一個情人，即科萊恩三世男爵威廉·漢格，哈克曼目睹她在柯芬園與他的會面。她和科萊恩是否有婚外情，一直沒有明確的結論。三明治伯爵因她的死而悲痛欲絕。謀殺案發生後，哈克曼試圖開槍自殺，但只是自殘，隨後被捕。4月14日下葬兩天後，哈克曼被判處絞刑，並於4月19日在倫敦泰伯恩的一大群人面前執行。
赫伯特·克羅夫特於1780年創作的暢銷小說《Love and Madness》就採用了圍繞她的謀殺事件。
雷被埋葬在埃爾斯特里聖尼古拉斯教堂長椅下的一個墓穴中。1824年教堂翻修時，人們重新發現了這個墓穴，並將雷的遺體移葬到教堂墓地的無名墓中。1920年，當時的三明治伯爵在墓前立了一塊墓碑。